# XVA
多重价值调整（XVA ， xVA ）是一类非CVA价值调整的统称，指的是银行在评估其已签订的衍生品合约的价值时必须做出的许多不同的“估值调整”。  其有两种目的：一是主要是为了对冲由于交易对方在合约到期时未能支付款项而可能造成的损失；二是可以判断（和对冲）为了达到银行资本充足率要求（巴塞尔协议III）所需的资本金额。 XVA使许多金融机构设立专门的部门来管理XVA风险。 

## 背景
过去      的场外交易的衍生品定价一直基于布莱克-舒尔斯模型的风险中性估值框架。这类模型假设获取资金不需要支付任何风险利息，而且交易者可以通过完美复制衍生品来完整对冲。 然而这种模型假设衍生品可以在不承担信用风险的情况下进行交易。 2008 年金融危机期间，许多金融机构倒闭，导致他们的交易对方仅获得部分衍生品合约债权。因此衍生品估值时还必须考虑交易对手信用风险 ，并相应调整风险中性值。

## 估值调整
当衍生品的风险敞口被抵押时，“公允价值”的计算方式与以前一样，但会使用隔夜指数互换（OIS）曲线进行贴现。这里选择 OIS 是因为它反映了银行间隔夜担保贷款的利率，因此被认为是银行间信贷市场的良好指标。当风险敞口没有抵押时，则从该值中减去信用估值调整（CVA）  （逻辑：机构坚持为期权支付较少的费用，因为知道交易对手可能会拖欠其未实现的收益）；该CVA是由于交易对手不按照合同条款付款而导致的预期损失的贴现风险中性预期值。这通常是在模拟框架下计算的。 
值得注意的是，当交易受包含合约风险敞口抵销的主协议管辖时，违约造成的预期损失取决于该协议下未偿付衍生品交易的整个投资组合的净风险敞口，而不是按每笔交易计算。应用于新的一笔交易交易的 CVA（和 xVA）应当反映的是这笔新交易对投资组合的CVA所产生的增量影响。 
虽然 CVA 衡量了交易对手信用风险的市场价值，但银行也可能需要对借方信用风险、融资成本、监管资本和保证金等做出额外的估值调整。  与 CVA 一样，xVA的结果也是通过模拟进行建模，作为一种函数来衡量以下两者的风险中性的预期估值： (a) 底层金融工具的价值和相关市场价值，以及 (b) 交易对方的信用度的风险。需要注意的是，各种 XVA 的计算和叠加需要仔细，以避免重复计算。 
这些估值调整包括： 
- DVA (debit valuation adjustment)，借方估值调整：与CVA类似，是由于机构自身违约风险而对衍生品价格进行的调整（增量）。可以理解为借方的信用估值调整。如果在CVA/DVA计算中适当考虑双方的违约风险，则一个交易对手计算的CVA/DVA等于另一交易对手计算的DVA/CVA，即交易价格是唯一且对称的。
- FVA (funding valuation adjustment)，资金估值调整，由于不在信贷支持附件(CSA) 或部分 CSA 下的交易的资金影响；本质上是由于银行资金利率与清算所支付的抵押品（变动保证金）利率之间的差异而产生的融资成本或收益。 [16]
- MVA (margin valuation adjustment)，保证金估值调整，是指特定于集中清算交易的初始保证金的资金成本。可以按照全球非集中清算衍生品规则进行计算。 [17]
- KVA(capital valuation adjustment)，资本估值调整。金融机构在整个合同生命周期内必须持有一定的针对风险敞口的监管资本（最近应用SA-CCR ）。

有时还会进行其他调整，包括用于税收的 TVA （tax valuation adjustment）和用于在降级时替换衍生品的 RVA (rating valuation adjustment)。  FVA 可以分解为应收账款的 FCA(Funding Cost Adjustment, 资金成本调整) 和应付账款的 FBA (Funding Benefit Adjustment， 资金受益调整) - 其中 FCA 是出于自筹资金相对 Libor 的借贷利差，而 FBA 是出于自筹资金的借贷。相关地，LVA (liquidity valuation adjustment) 代表特定的流动性调整，而 CollVA (collateral valuation adjustment) 是CSA中的以不同货币提供抵押品的期权性风险。 CRA（collateral rate adjustment，抵押品利率调整）反映了现金抵押品支付的净利息预期超出利率等于无风险利率时将支付的净利息的现值。如前所述，各种 XVA 需要仔细且正确的聚合以避免重复计算。
有关 xVA 对银行综合的资产负债表、股本回报率和股息政策影响的讨论，请参阅： 

## 书籍参考
- Green, Andrew. . Wiley. 2015. ISBN 978-1-118-55678-8.
- Gregory, Jon.  3rd. Wiley. 2015. ISBN 978-1-119-10941-9.
- Chris Kenyon and Andrew Green (Eds). . Risk Books. 2016. ISBN 978-1782722557.
- Roland Lichters, Roland Stamm and Donal Gallagher. . Palgrave Macmillan. 2015. ISBN 978-1137494832.
- Dongsheng Lu. . Palgrave Macmillan. 2015. ISBN 978-1137435835.
- Ignacio Ruiz. . Palgrave Macmillan UK. 2015. ISBN 978-1-137-44819-4.
- Antoine Savine and Jesper Andreasen. . Wiley. 2021. ISBN 978-1119540786.
- Donald J. Smith. . World Scientific. 2017. ISBN 978-9813222748.
- Alexander Sokol. . Risk Books. 2014. ISBN 978-1782720959.
- Osamu Tsuchiya. . World Scientific. 2019. ISBN 978-9813272750.